# Aphanopetalaceae
Aphanopetalaceae es el nombre de una familia de fanerógamas con un único género, Aphanopetalum (sinónimo Platytelea), que pertenece al orden Saxifragales y que tiene 3 especies.

## Taxonomía
El género fue descrito por Endl. in Endlicher & Fenzl y publicado en Nov. Stirp. Decades 34. 1839.  La especie tipo es: Aphanopetalum resinosum Endl. 

## Especies
- Aphanopetalum clematideum
- Aphanopetalum occidentale
- Aphanopetalum resinosum